# Quibebe
Quibebe é um prato de origem africana, típico da culinária brasileira. É um purê de abóbora que acompanha, geralmente, carne, frango ou peixe.

## Etimologia
"Quibebe" é um termo originário do quimbundo kibebe.

## Ligação externa
- http://www.comidaereceitas.com.br/legumes-e-verduras/quibebe.html (Receita de quibebe)